# Sankt Gerold
Sankt Gerold é um município da Áustria, situado no distrito de Bludenz, na estado de Vorarlberg. Tem 12,57 km² de área e sua população em 2019 foi estimada em 400 habitantes.